# نووا روله
نووا روله (به چکی: Nová Role) یک منطقهٔ مسکونی در جمهوری چک است که در ناحیه کارلووی واری واقع شده‌است. نووا روله ۴٬۱۳۷ نفر جمعیت دارد.